# Manhunters
Els Manhunters són una "raça" de robots guerrers que existeix dins de l'Univers DC de DC Comics. Tenen forma humanoide i generalment són rojos i blaus, encara que també són amos de la disfressa.

## Història

### Policia interestel·lar
Els Manhunters van ser el primer intent que van realitzar els Guardians de l'univers per crear una força policial interestel·lar que combatera el crim a tota la galàxia. El seu nom i gran part del seu codi de comportament va ser emmotlat d'acord amb els "Detectius Marcians" (Martian Manhunters). Durant milers d'anys els Manhunters van servir els Guardians, però després es van tornar obsessius amb "caçar" criminals. El seu codi, "Cap home escapa als Manhunters", es va tornar més important per a ells que fer justícia.

### Exili
Eventualment, els robots van conspirar i es van rebel·lar contra els seus amos, però els Guardians els van véncer i van destruir-ne la majoria. Els que van sobreviure es van ocultar lluny, en molts planetes, reconstruint lentament les seues forces i escampant les seues creences. Des de llavors, l'objectiu principal dels Manhunters ha estat venjar-se dels Guardians i dels seus substituts, els Green Lantern Corps.
Disfressats com a sers vius, els Manhunters es van infiltrar en molts planetes i van crear un "culte dels Manhunters" que entrenava persones per a ser els seus servents. A la Terra, la majoria dels agents Manhunters desconeixia que els seus amos eren robots i que els seus vertaders propòsits eren roïns. Alguns d'aquests agents es van convertir en superherois també anomenats Manhunters, i usaven vestits rojos i blaus com els mateixos androides. El més famós va ser un caçador anomenat Paul Kirk, el qual va realitzar la seua carrera en els quaranta i va protagonitzar el seu propi còmic. El personatge va tenir el seu retorn als setanta; en esta versió, havia estat assassinat anys arrere però, en realitat, un grup conspiratiu l'havia posat en suspensió animada i clonat. Quan finalment va despertar, es va dedicar a enfrontar-se amb els que l'havien utilitzat, i va morir en el procés. No obstant això, alguns dels seus clons van sobreviure.
Els Manhunters van ser descoberts (i aparentment derrotats) per la Lliga de la Justícia (Justice League), i un dels seus seguidors humans, Mark Shaw, va adoptar una nova identitat com el superheroi Privateer. No obstant això, després es va descobrir que era un criminal emmascarat com a heroi.

### Millennium
Anys després, es va saber que els Manhunters no sols continuaven existint, sinó que havien infiltrat les vides de diversos superherois amb els seus agents. Estos es van revelar quan una Guardià i una Zamaron van tractar d'evolucionar alguns humans per a convertir-los en els següents Guardians de l'univers. Durant aquest esdeveniment, conegut com la crisi del Millennium, va haver-hi un contraatac massiu dels herois contra els Manhunters, que van semblar haver estat destruïts d'una vegada per sempre juntament amb el seu planeta. Mark Shaw, ex-Privateer, va tornar a adoptar la seua identitat de Manhunter després de la batalla per a redimir tant al nom com a si mateix.

## Càntic
Comunament, els Manhunters diuen la frase "cap home escapa als Manhunters" que també s'escolta en els dibuixos animats de la Lliga de la Justícia. Este càntic podria ser una referència a la seua percepció com a culte de ser invencibles. Cal destacar que, durant la sèrie Millennium, la seua base secreta d'operacions estava a Louisiana, un estat amb antigues arrels en pràctiques de vodú.

## Tecnologia
La tecnologia dels Manhunters ha estat utilitzada per a la creació dels OMAC.